# Gmina Srbobran
Gmina Srbobran (serb. Opština Srbobran / Општина Србобран) – gmina w Serbii, w Wojwodinie, w okręgu południowobackim. W 2018 roku liczyła 15 448 mieszkańców.